# Euphydryas chalcedona
Euphydryas chalcedona es una especie de mariposa de la familia Nymphalidae, subfamilia Nymphalinae, tribu Melitaeini, género Euphydryas.

## Distribución
Se encuentra en el oeste de Estados Unidos, desde California hasta el estado de Washington.